# Finca 4
Finca 4 ist ein Corregimiento des Bezirks Changuinola in der Provinz Bocas del Toro in Panama. Bei der Volkszählung im Jahr 2023 hatte es 5781 Einwohner. Das Corregimiento erstreckt sich über eine Fläche von 18,6 km².
Das Corregimiento wurde durch Gesetz Nr. 172 vom 19. Oktober 2020 geschaffen.

## Orte
Im Corregimiento Finca 4 befinden sich folgende Orte:
- Alto del Rima
- Bambú
- Barriada 20 de Enero
- Barriada Nazareno
- Barriada Santa Elena
- Boca de Junco
- Buena Vista Abajo o Bambito
- Finca 1
- Finca 1 Rural
- Finca 2
- Finca 2 Rural
- Finca 3
- Finca 3 Rural
- Finca 4
- La Escondida
- Loma Bambú
- Loma El Bajo
- Milla 11
- Milla 12
- Torres
- Urbanización Nuevo Amanecer